# Geroi Sjipki
Geroi Sjipki (russisk: Герои Шипки) er en sovjetisk-bulgarsk spillefilm fra 1955 af Sergej Vasiljev.

## Medvirkende
- Ivan Pereverzev som Katorgin
- Viktor Avdjusjko som Osnobisjin
- Georgij Jumatov som Sasjko Kozir
- Konstantin Sorokin som Makar Lizjuta
- Petko Karlukovskij som Borimechkata